# الونهاری ابدو
الونهاری ابدو (به لاتین: Allunhari Abdou) یک منطقهٔ مسکونی در گامبیا است که در Upper River Division واقع شده‌است.

## خصوصیات
الونهاری ابدو ۴۱۴ نفر جمعیت دارد.